# Nacaduba vajuva
Nacaduba vajuva är en fjärilsart som beskrevs av Hans Fruhstorfer 1916. Nacaduba vajuva ingår i släktet Nacaduba och familjen juvelvingar. Inga underarter finns listade i Catalogue of Life.